# Мякинная
Мякинная — деревня в Кичменгско-Городецком районе Вологодской области.
Входит в состав Енангского сельского поселения, с точки зрения административно-территориального деления — в Нижнеентальский сельсовет.
Расстояние до районного центра Кичменгского Городка по автодороге составляет 67 км, до центра муниципального образования Нижнего Енангска по прямой — 15 км. Ближайшие населённые пункты — Нижняя Ентала, Мариевский Выселок, Титовщина, Заборье.
Население по данным переписи 2002 года — 36 человек (14 мужчин, 22 женщины). Преобладающая национальность — русские (97 %).